# Ropienka
Ropienka – wieś w Polsce położona w województwie podkarpackim, w powiecie bieszczadzkim, w gminie Ustrzyki Dolne. Leży w dolinie potoku Ropienka.
| SIMC    | Nazwa          | Rodzaj    |
| ------- | -------------- | --------- |
| 0358345 | Kopalnia       | część wsi |
| 0358351 | Ropienka Dolna | część wsi |
| 0358368 | Ropienka Górna | część wsi |

Miejscowość jest siedzibą parafii rzymskokatolickiej Świętej Barbary, należącej do dekanatu Ustrzyki Dolne w archidiecezji przemyskiej.
Od października 1939 do sierpnia 1944 wieś była siedzibą urzędu gminy w powiecie sanockim. W latach 1973–1977 miejscowość była siedzibą gminy Ropienka. W latach 1975–1998 miejscowość administracyjnie należała do województwa krośnieńskiego. Do 31 grudnia 2001 w gminie Olszanica.
Pierwsza wzmianka o wsi pochodzi z roku 1513, założona na prawie wołoskim u podnóża pasma Chwaniów, własność szlachecka Piotra Kmity, klucz leski. Od roku 1546 wieś należała do łacińskiej parafii w Tyrawie Wołoskiej.
W połowie XIX wieku właścicielkami posiadłości tabularnej w Ropience były Aniela Białobrzeska i Margareta Niesiołowska.
W II Rzeczypospolitej wieś w powiecie leskim województwa lwowskiego. W latach 1943–1946 nacjonaliści ukraińscy z OUN-UPA zamordowali tutaj 31 Polaków oraz 1 Ukraińca, który sprzeciwiał się mordowaniu Polaków. Ofiary OUN-UPA upamiętnia pomnik wzniesiony w wiosce w 1969 r.

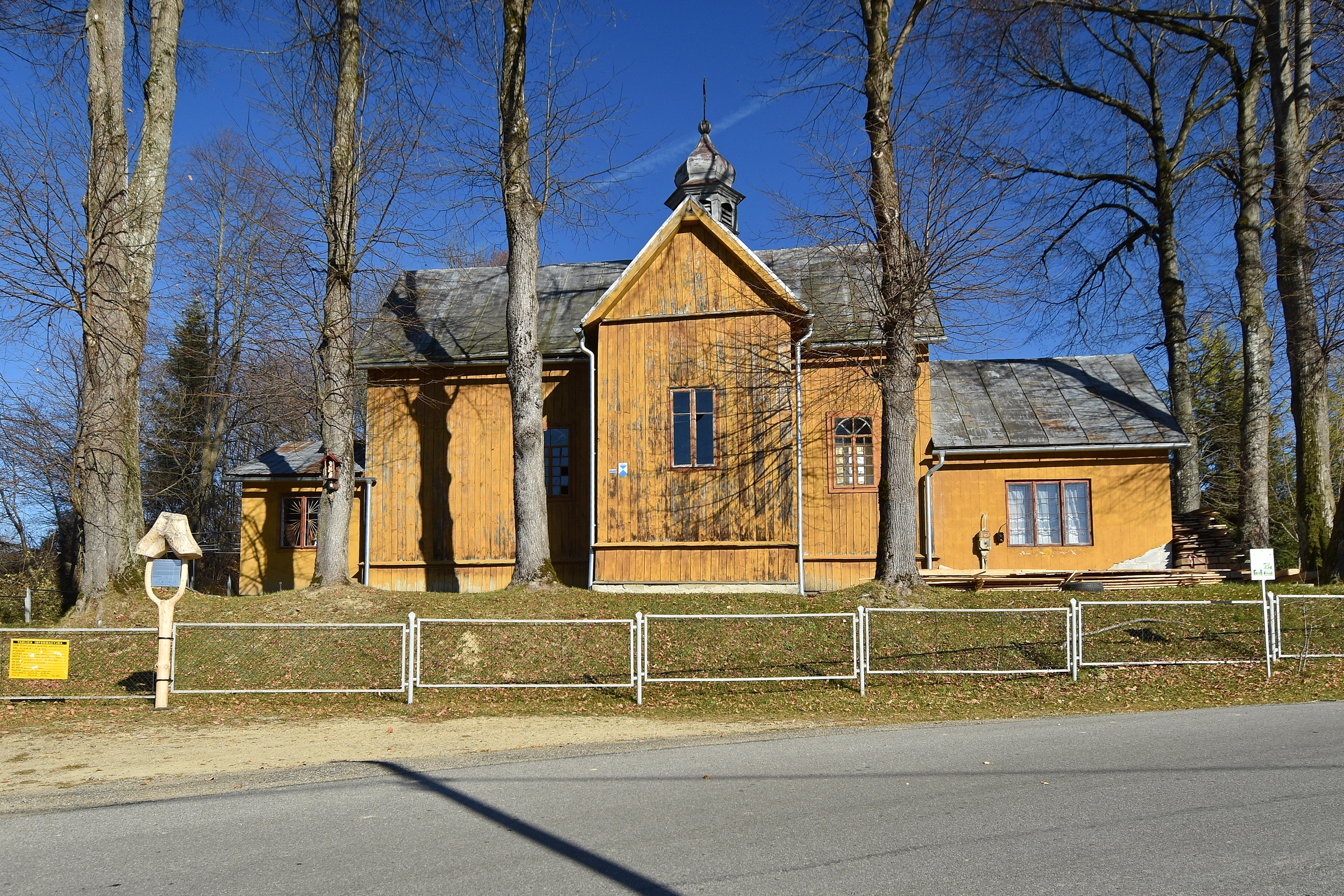
Zabytkowa kaplica w Ropience Górnej (dawna cerkiew)
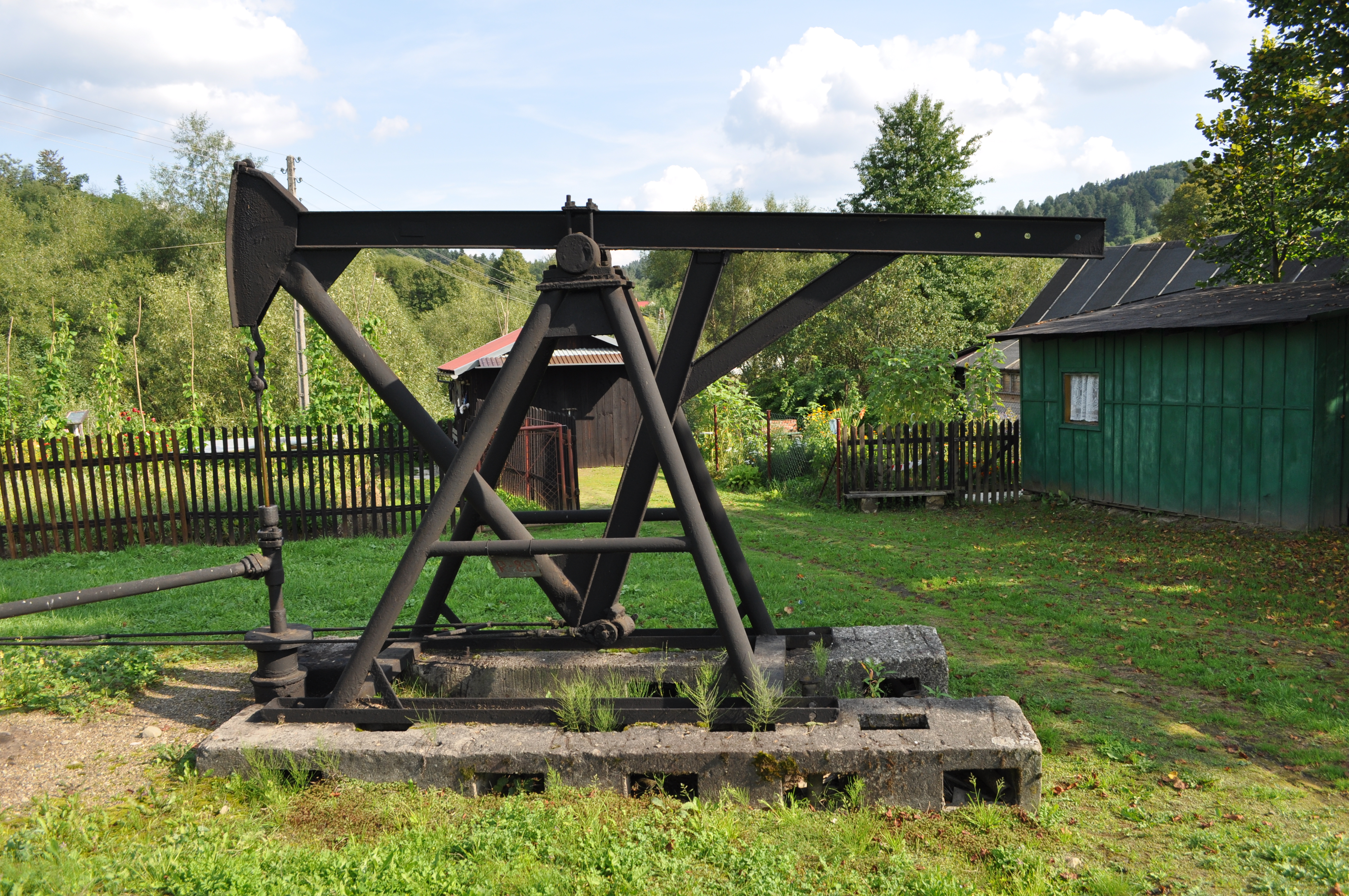
Na kopalni

## Ludzie związani z Ropienką
- Aleksander Niesiołowski, uczestnik powstania styczniowego w 1863, właściciel dóbr Ropienka,
- Franciszek Niesiołowski, uczestnik powstania styczniowego w 1863, właściciel dóbr Nowosielce Kozickie, zm. we Lwowie
- p. Kurpiel, uczestnik powstania styczniowego w 1863, rymarz z Ropienki,
- Elgin Scott, pilot 317 Dywizjonu Myśliwskiego „Wileńskiego”, syn Georga Scotta, przemysłowca, konsula brytyjskiego we Lwowie, którego przodkowie eksploatowali w rejonie Ropienki ropę naftową (m.in. Szyb Piast, o wydajności ok. 600 baryłek dziennie),
- Andrzej Bardecki, ksiądz katolicki, kierownik działu religijnego „Tygodnika Powszechnego”.